# Taenioides anguillaris
Taenioides anguillaris és una espècie de peix de la família dels gòbids i de l'ordre dels perciformes.

## Morfologia
- Els mascles poden assolir 40 cm de longitud total.
- Nombre de vèrtebres: 30.[4][5]

## Hàbitat
És un peix de clima tropical i demersal.

## Distribució geogràfica
Es troba a l'Índia, la Xina, Malàisia, Indonèsia i Papua Nova Guinea.

## Observacions
És inofensiu per als humans.